# Koç Rams 2017
Questa voce raccoglie le informazioni riguardanti i Koç Rams nelle competizioni ufficiali della stagione 2017.

## 1. Lig 2017

### Stagione regolare
| 19 febbraio 2017 1ª giornata | ITÜ Hornets | 7 – 35 | Koç Rams |  |

| 5 marzo 2017 2ª giornata | ODTÜ Falcons | 6 – 49 | Koç Rams |  |

| 12 marzo 2017 3ª giornata | Koç Rams | 41 – 34 | Boğaziçi Sultans |  |

| 26 marzo 2017 4ª giornata | Sakarya Tatankaları | 15 – 42 | Koç Rams |  |

| 2 aprile 2017 5ª giornata | Koç Rams | 35 – 0 (a tavolino) | Hacettepe Red Deers |  |

| 7 maggio 2017 6ª giornata | Gazi Warriors | 14 – 48 | Koç Rams |  |

| 14 maggio 2017 7ª giornata | Koç Rams | 39 – 7 | Yeditepe Eagles |  |

### Playoff
| 27 maggio 2017 Semifinale | Koç Rams | 17 – 16 | Yeditepe Eagles |  |

| 15 giugno 2017 Finale | Koç Rams | 56 – 14 | Sakarya Tatankaları |  |

## IFAF Europe Champions League 2017
Competizione prevista ma successivamente annullata.

### Stagione regolare
| 2017 | Koç Rams | - – - | Kragujevac Wild Boars |  |

| 2017 | Moscow Patriots | - – - | Koç Rams |  |

## Central European Football League 2017

### Stagione regolare
| Kragujevac 15 aprile 2017 1ª giornata | Kragujevac Wild Boars | 21 – 14 (0-0 7-14 7-0 7-0) referto | Koç Rams | Čika Dača |

| Belgrado 20 maggio 2017 2ª giornata | Beograd Vukovi | 35 – 28 (6-7 14-6 0-8 15-7) referto | Koç Rams | BASK stadium |

## Statistiche di squadra
| Competizione               | %Vittorie | In casa | In casa | In casa | In casa | In casa | In casa | In trasferta | In trasferta | In trasferta | In trasferta | In trasferta | In trasferta | Totale | Totale | Totale | Totale | Totale | Totale |
| Competizione               | %Vittorie | G       | V       | N       | P       | Pf      | Ps      | G            | V            | N            | P            | Pf           | Ps           | G      | V      | N      | P      | Pf     | Ps     |
| -------------------------- | --------- | ------- | ------- | ------- | ------- | ------- | ------- | ------------ | ------------ | ------------ | ------------ | ------------ | ------------ | ------ | ------ | ------ | ------ | ------ | ------ |
| 1. Lig - Stagione regolare | 1.000     | 3       | 3       | 0       | 0       | 115     | 41      | 4            | 4            | 0            | 0            | 174          | 42           | 7      | 7      | 0      | 0      | 289    | 83     |
| 1. Lig - Playoff           | 1.000     | 2       | 2       | 0       | 0       | 73      | 30      | 0            | 0            | 0            | 0            | 0            | 0            | 2      | 2      | 0      | 0      | 73     | 30     |
| CEFL - Stagione regolare   | .000      | 0       | 0       | 0       | 0       | 0       | 0       | 2            | 0            | 0            | 2            | 42           | 56           | 2      | 0      | 0      | 2      | 42     | 56     |
| Totale                     | .818      | 5       | 5       | 0       | 0       | 188     | 71      | 6            | 4            | 0            | 2            | 216          | 98           | 11     | 9      | 0      | 2      | 404    | 169    |